# الخلايا المثبطة
الخلايا المثبطة نقوية المنشأ والمعروفة اختصارًا بMDSC , مجموعة خلايا مناعية غير متجانسة تنشأ في نقي العظم من خطوط خلوية جذعية فيه.
يزداد عدد هذه الخلايا بشكل كبير في الأمراض السرطانية والانتانات كنتيجة لاضطراب تكون الدم.
تتفاعل مع أنواع أخرى من الخلايا المناعية كالخلية تائية و الخلية متغصنة و البلعم

## وظيفتها
```
تثبيط الخلايا التائية والبالعات وال 
خلية فاتكة طبيعية
.
[
2
]
```